# Beatriz de Bar

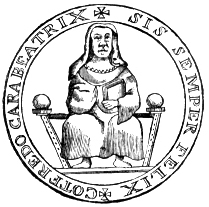
Sello de Beatriz, dibujo realizado por Ludovico Antonio Muratori (1738). El sello original de cera aún existe y está unido a una concesión que Beatriz hizo a la iglesia de San Zenón en Verona en 1073. Alrededor del sello se puede leer: SIS SEMPER FELIX, COTFREDO CARA BEATRIX (Que seas siempre feliz, amada de Godofredo Beatriz).

Beatriz de Bar (Beatrice o Beatrix) (h. 1017 – 18 de abril de 1076). Era hija de Federico II de Alta Lotaringia, quien a su vez era conde de Bar, y Matilde de Suabia. Se casó primero con Bonifacio III de Toscana y después con Godofredo de Lotaringia. A través de su matrimonio con Bonifacio, era marquesa de Toscana desde 1037/8 hasta su muerte en 1076.

## Vida
Después de la muerte de su padre, ella y su hermana Sofía marcharon a vivir con la hermana de su madre, la emperatriz Gisela.
Hacia el año 1037/8, se convirtió en la segunda esposa de Bonifacio III de Toscana en una espléndida ceremonia. Tuvieron descendencia:
- Beatriz (fallecida el 17 de diciembre de 1053)
- Federico (fallecido en julio de 1055), sucesor por poco tiempo antes de ser encarcelado
- Matilde (1046 – 24 de julio de 1115), sucesora como marquesa de Toscana

### Regencia
Con la muerte de Bonifacio el 6 de mayo de 1052, Beatriz asumió la regencia de su hijo Federico. En 1054, para proporcionar a su hijo la protección que ella no podía darle militarmente, se casó con su primo, Godofredo, anterior duque de Baja Lorena. Sin embargo, en 1055, el emperador Enrique III del Sacro Imperio Romano Germánico arrestó a Beatriz por casarse con un traidor. Fue llevada a Alemania como prisionera mientras que Federico era llamado a la corte de Enrique en Florencia. Él rechazó ir y murió antes de que se emprendiera ninguna acción contra él. El heredero de Bonifacio era entonces su hija menor, Matilde, que estaba presa con su madre.
A la muerte de Enrique, Godofredo se reconcilió con su heredero, Enrique IV, y exiliado a Italia con su esposa y su hijastra. En enero de 1058, como partidario del recientemente elegido papa Nicolás II, León de Benedicto hizo que se abrieran las puertas de la Ciudad leonina para Godofredo y Beatriz. Godofredo inmediatamente tomó posesión de la Isla Tiberina y atacó el Laterano, obligando a Benedicto X a huir el 24 de enero. Beatriz y Godofredo se aliaron con los reformistas, incluyendo a Hildebrando y el papa Alejandro II, contra el emperador. En 1062, Beatriz intentó impedir que el antipapa Honorio II alcanzara Roma, pero fracasó.
En 1069, Godofredo murió. Matilde era ya mayor de edad, pero Beatriz continuó ejerciendo el gobierno en su nombre hasta el día de su muerte. El 29 de agosto de 1071, Beatriz fundó el monasterio de Frassinoro en el paso apenino de Foce della Radici.

### Fallecimiento

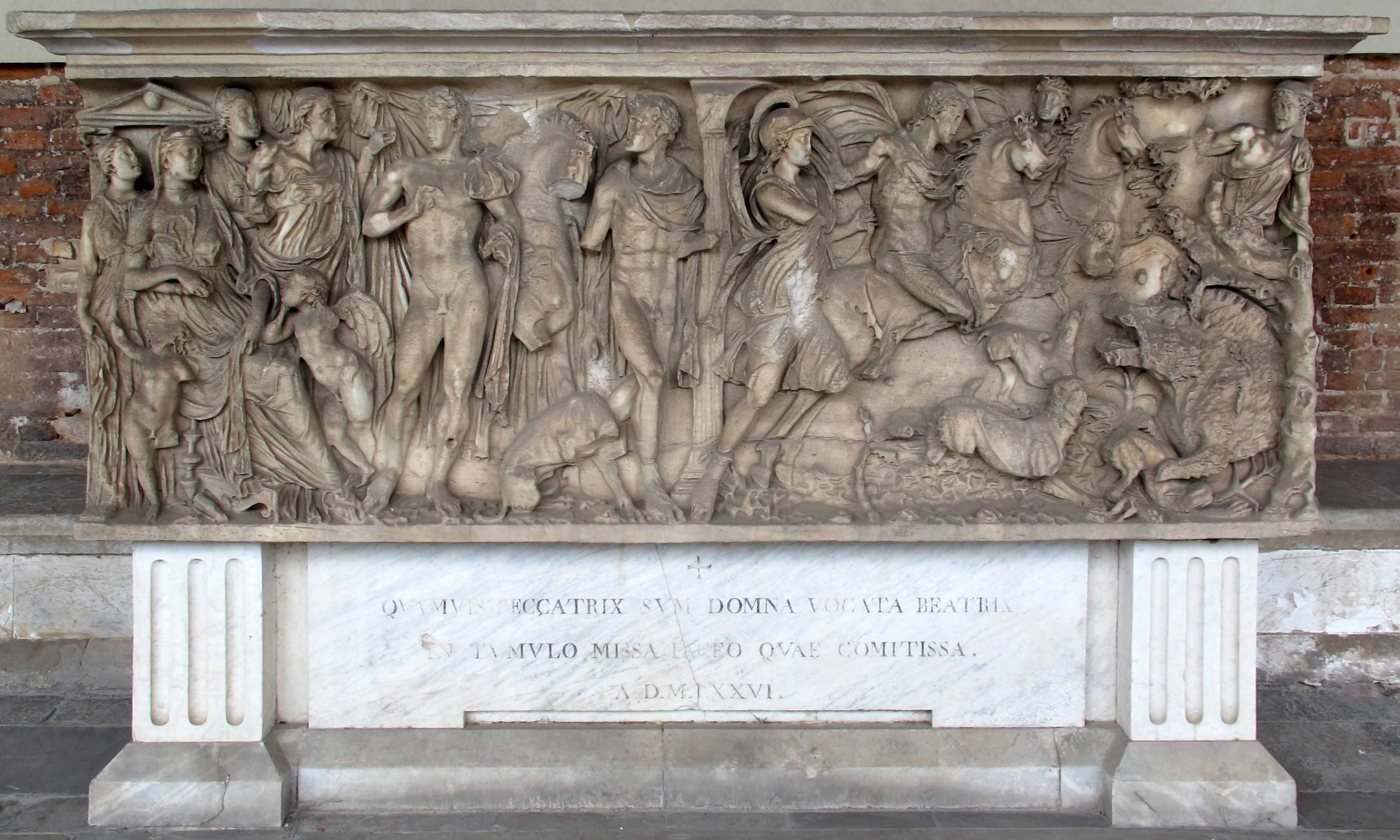
El sarcófago de Beatriz, que hoy se encuentra en el Camposanto monumental de Pisa.

Beatriz murió en Pisa el 18 de abril de 1076. Fue enterrada en la catedral de Pisa, en un sarcófago tardorromano, con relieves que ilustraban la historia de Hipólito y Fedra. (Nicola Pisano adaptó figuras desnudas para su púlpito en la catedral a partir del sarcófgo; aún pueden verse en la catedral.) El sarcófago de Beatriz se encuentra actualmente en el Camposanto monumental en la plaza de la catedral. La inscripción alrededor del sarcófago, que fue añadida en el siglo XI para Beatriz, dice:
Quamvis peccatrix sum domna vocata Beatrix
In tumulo missa iaceo quæ comitissa
Quilibet ergo pater noster, det pro mea anima ter.
(Aunque una pecadora, fui llamada Dama Beatriz. Aquí yago en esta tumba quien fue una condesa. Quien así lo desee que rece tres padrenuestros por mi alma.”)